# Crasna (vattendrag)
Crasna (rumänska) eller Kraszna (ungerska) är ett delvis kanaliserat vattendrag i nordöstra Ungern och nordvästra Rumänien.